# Gocta
Vodopad Gocta je vodopad u peruanskoj pokrajini Chachapoyasu. Nalazi se u peruanskom dijelu Amazonske prašume. Vodopad Gocta je sa 771 metrom visine treći vodopad po visini u svijetu (nakon Angelovih slapova u Venezueli i slapova Tugele u Južnoafričkoj Republici). Otkrio ih je njemački istraživač Stefan Ziemendorff 2005. godine. Otkriće vodopada Gocte izvanredan je primjer nevjerojatne činjenice da usprkos modernoj tehnologiji na svijetu još uvijek postoje neistražena područja i moguća su nova zemljopisna otkrića.

## Vanjske poveznice
|  | Zajednički poslužitelj ima stranicu o temi Gocta Waterfall    |
|  | Zajednički poslužitelj ima još gradiva o temi Gocta Waterfall |

- Gocta, Catarata. World Waterfall Database